# Sampsa Pellervoinen

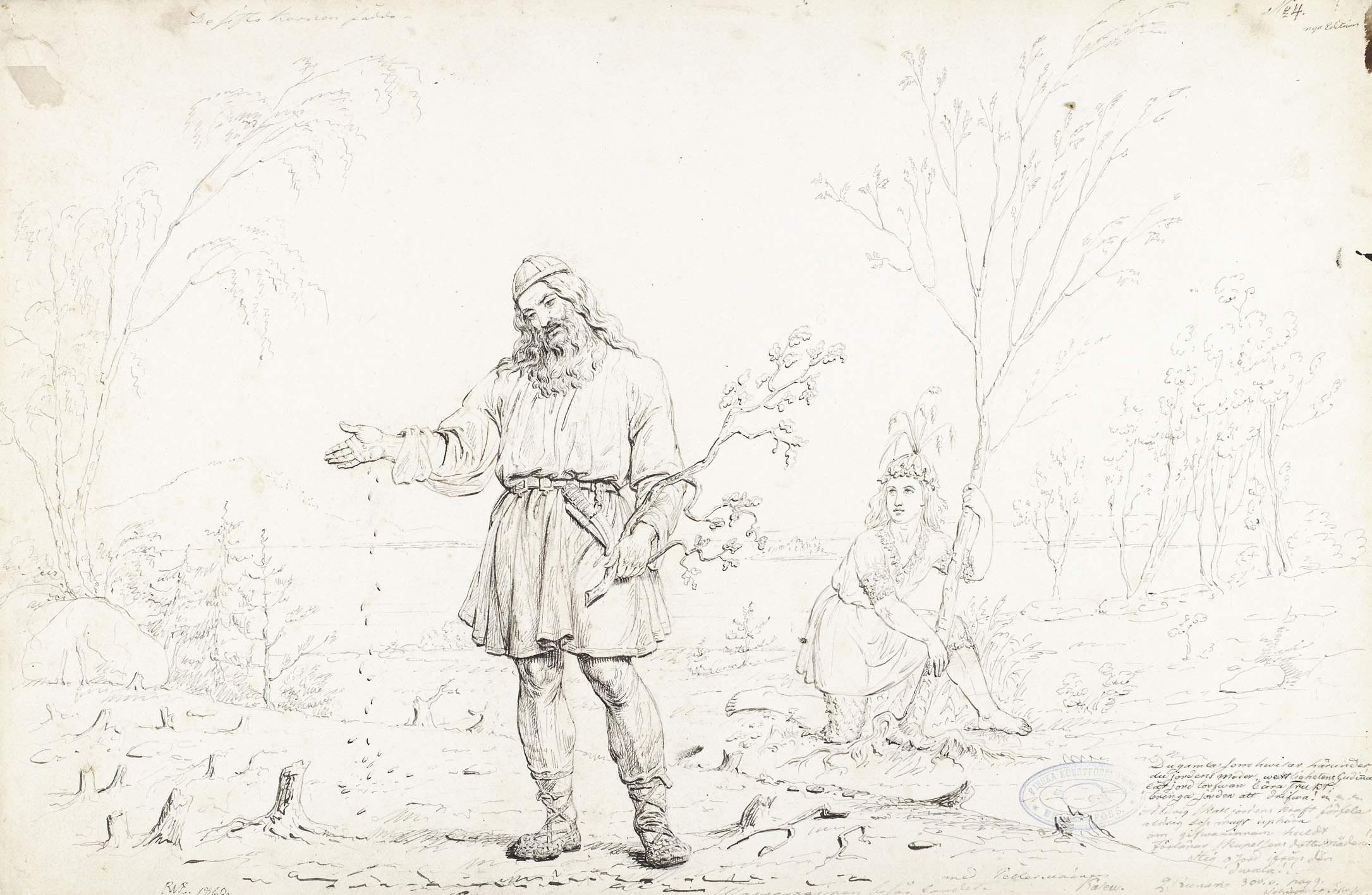
Les semailles de Väinämöinen..., dessin de Robert Wilhelm Ekman de 1860, avec Sampsa Pellervoinen derrière Väinämöinen.

Sampsa Pellervoinen, écrit également Sämpsä, est un dieu de la végétation, de l'agriculture et l'élevage dans la mythologie finnoise. Il est chargé également de lutter contre l'emprise de l'hiver. Son nom signifie « roseau ».

## Représentation
Sampsa est représenté comme un petit homme avec à la main un petit sac contenant sept graines.

## Mythes
Sampsa fait pousser le seigle mais aussi le pin, l'épicéa et le genévrier. Quand Sampsa hiberne, ni le seigle ni les arbres ne peuvent croître. Ce n'est que lorsque le soleil le réveille qu'il laisse pousser les graines.
Pour installer le printemps, Sampsa doit peser contre le moyeu du ciel, ce qui permet aux rayons du soleil d'atteindre la Finlande glacée.